# Famułki Brochowskie
Famułki Brochowskie is een plaats in het Poolse district  Sochaczewski, woiwodschap Mazovië. De plaats maakt deel uit van de gemeente Brochów en telt 160 inwoners.